# Де-Мосс-Спрингс (Орегон)
Де-Мосс-Спрингс (англ. De Moss Springs) — невключённая территория, расположенная в округе Шерман штата Орегон, США. Де-Мосс-Спрингс расположен в 5 км на северо-восток от города Моро на автомагистрали U.S. 97.

## История
Компания Columbia Southern Railway основала железнодорожную станцию под названием Де-Мосс на дороге в Шанико в 1900 году. Местные источники и станция были названы по семье Де Мосс, которая занималась выращиванием пшеницы, организовала парк отдыха у источников, а также основала музыкальную туристическую компанию Lyric Bards. Глава компании Джеймс Де Мосс переехал в округ Шерман из Норд-Паудера, где занимался перевозками, в 1883 году.